# Українсько-кубинські відносини
Українсько-кубинські відносини — двосторонні відносини між Україною та Республікою Куба, які поєднують політичний, економічний, культурний та інші виміри міждержавної співпраці. Куба однією з перших серед країн Латинської Америки визнала незалежність України 6 грудня 1991. Дипломатичні відносини між державами було встановлено 12 березня 1992.
Посольство України у Гавані відкрито у вересні 1993 р. Генеральне консульство Куби в Україні у 1992 р. набуло статусу посольства. З 2020 року Послом Республіки Куба в Україні є Н.Д.Агілера .

## Договірно-правова база
Ключові документи:
- Угода про торговельно-економічне співробітництво (11 серпня 1999),
- Консульська конвенція (15.01.2004)[3].

Усього між державами підписано 61 документ.

## Галузі відносин

### Політичні відносини
Візити на найвищому та вищому рівнях:
1) візити на Кубу: 
Президента України – 2000 р. (робочий), 20-23 жовтня 2011 р. (державний); Голови Верховної Ради України – 1997 р.; Міністра закордонних справ України – 1998 р., 2002 р. та 2010 р.
2) візити в Україну: 
Міністра закордонних справ Куби – 1995 р. та 2003 р. та у лютому 2011 р.
Вересень 2012 року — зустріч Міністра закордонних справ України Костянтина Грищенка з Главою зовнішньополітичного відомства Куби Б. Родрігесом Паррілья підчас 67-ї сесії ГА ООН.
12-13 березня 2013 року - українсько-кубинські політичні консультації Першого заступника Міністра закордонних справ Куби Марселіно Медіни під час офіційного візиту в Україну. Представником української сторони на політичних консультаціях виступив Заступник Міністра закордонних справ України А.В.Олефіров.
31 березня 2015 р. - у Верховній Раді VIII скликання створена депутатська група Верховної Ради України з міжпарламентських зв’язків з Республікою Куба. У Національній Асамблеї народної влади Куби створена Група дружби «Куба-Україна».

#### Голосування Куби в ООН
Куба проголосувала проти прийнятої Генеральною Асамблеєю ООН резолюції №68/262 від 27.03.2014 р. «Територіальна цілісність України», а також проти резолюцій, прийнятих на підтримку України Радою ООН з прав людини (2014 р.) та ЮНЕСКО (2014 та 2015 рр.).
2022 року Куба голосувала проти резолюції ООН щодо репарацій Україні від Росії внаслідок російсько-української війни.

### Економічне співробітництво
Головними напрямами співпраці України та Куби в економічній сфері залишаються авіація, машинобудування, металургія, продовольча сфера, гірничодобувна промисловість, енергетика.
За підсумками 2019 р. експорт товарів до Куби склав 5088 тис.дол. США і у порівнянні з 2018 р. зменшився на 40,5%. Імпорт склав 1299,3 тис.дол.США та у порівнянні з 2018 р. збільшився на 22,6%. 
Обсяги прямих іноземних інвестицій в економіку України з Куби становлять 2,1 млн. дол. США., які розміщенні переважно у сфері охорони здоров’я та фармацевтичній галузі.
У структурі українського експорту до Куби перші місця займають реактори, котли, машини, чорні метали, засоби наземного транспорту. Імпорт складався в основному з алкогольних і безалкогольних напоїв та оцту, тютюну і промислових замінників тютюну, кави та чаю.
У 2017 році було успішно завершено виконання контракту з продовження ресурсу літаків Ан-24/26 кубинської компанії Aerogaviota. Тривають перемовини щодо продовження співпраці у відповідній сфері.

### Культурна і гуманітарна сфера
Культурно-гуманітарне співробітництво між Україною та Кубою розвивається на основі міжурядової Угоди про співробітництво в галузях культури, освіти і науки 1994 року.
До грудня 2011 року головним напрямом українсько-кубинського гуманітарного співробітництва було лікування та оздоровлення дітей з України, які постраждали внаслідок Чорнобильської катастрофи. Започаткування лікувальної Програми “Діти Чорнобиля” було ініційовано Головою Державної Ради та Ради Міністрів Куби Ф.Кастро. 
Курс реабілітації у кубинському лікувально-оздоровчому центрі “Тарара” протягом дії Програми пройшли понад 24 тис. пацієнтів (з них близько 21340 складають діти, переважно, з України), серед яких 20% – з важкими онкологічними, імунними, ортопедичними та системними захворюваннями. Група кубинських медиків постійно працювала у Дитячому санаторно-оздоровчому центрі «Дружба» (м.Євпаторія), надаючи послуги з медичної реабілітації пацієнтам, постраждалим внаслідок аварії на ЧАЕС. 
У листопаді 2011 р. кубинська сторона, посилаючись на економічні труднощі, повідомила про припинення надання послуг на безкоштовній основі. Було розроблено проект нової комерційної Угоди «Про співпрацю між Міністерством охорони здоров’я Республіки Куба та Міністерством охорони здоров’я України щодо надання медичної допомоги дітям, постраждалим внаслідок Чорнобильської аварії та інших екологічних катастроф».
З 31 березня по 4 квітня 2010 р. - відбувся Тиждень українського кіно у Гавані, на якому були продемонстровані 5 українських фільмів кіностудії ім. Довженка. 
Сталою традицією за участі української громади, представників кубинських організацій та дипкорпусу є відзначення Шевченківських днів, які проходять біля пам'ятника Т.Г.Шевченку, розташованого в одному з парків м.Гавана.
У 2012 році  Україна надала гуманітарну допомогу Кубі у вигляді мінерального добрива (карбаміду) у кількості 15700 тон та мішків для його фасування у кількості 320 280 штук (на суму майже 10 млн. дол. США).

### Охорона здоров'я
Уряд Куби проявляє зацікавленість у поглибленні співпраці у сферах охорони здоров'я, біотехнологій та фармакології. З метою розвитку співпраці у сфері охорони здоров'я у 2013 р. між Інститутом раку України та Центром Молекулярної Імунології Республіки Куба було підписано Меморандум про взаєморозуміння.